# Dr. Dolittle (personage)
Dr. John Dolittle is een personage uit een reeks kinderboeken geschreven door Hugh Lofting. Dolittle is een dokter met de unieke gave om te kunnen communiceren met dieren. Hij geeft dan ook de voorkeur aan het helpen van gewonde of zieke dieren boven menselijke patiënten. Het personage geldt tegenwoordig als een klassieker in de kinderliteratuur.

## Achtergrond
Lofting bedacht het personage tijdens de Eerste Wereldoorlog voor een aantal brieven die hij schreef naar zijn kinderen vanuit de loopgraven waar hij als militair was gelegerd. Hij gebruikte het personage in deze brieven om de aandacht wat af te leiden van nieuws over de oorlog dat volgens hem te gruwelijk of te saai was om te vermelden.
Na de oorlog begon Lofting met het schrijven van een reeks boeken over het personage. Deze speelden zich af in het victoriaanse tijdperk, in het fictieve Britse plaatje Puddleby-on-the-Marsh. De boeken zijn vooral bedoeld om kinderen meer te leren over dieren en de natuur. Zo ontwikkelt het personage Dr. Dolittle zich tot een naturalist die zijn gave aanwendt om dieren niet alleen te helpen, maar ook om meer te leren over de geschiedenis van de wereld.
Het eerste boek uit de reeks, The Story of Doctor Dolittle: Being the History of His Peculiar Life at Home and Astonishing Adventures in Foreign Parts Never Before Printed, verscheen in 1920. Het vervolg, The Voyages of Doctor Dolittle (1922), won de prestigieuze Newbery Medal. In totaal verschenen er twaalf boeken, waarvan twee na Loftings dood in 1947. Deze laatste twee bestonden uit niet eerder gepubliceerde verhalen.
Van de boeken wordt vaak beweerd dat ze racistisch zouden zijn vanwege het taalgebruik en de manier waarop bepaalde etnische groepen worden weergegeven. Vanaf de jaren 60 zijn de boeken dan ook meerdere malen herzien of gecensureerd.

## Boeken
De boeken, in volgorde van publicatie, zijn:
1. The Story of Doctor Dolittle (1920)
2. The Voyages of Doctor Dolittle) (1922)
3. Doctor Dolittle's Post Office) (1923)
4. Doctor Dolittle's Circus (1924)
5. Doctor Dolittle's Zoo (1925)
6. Doctor Dolittle's Caravan (1926)
7. Doctor Dolittle's Garden (1927)
8. Doctor Dolittle in the Moon (1928)
9. Doctor Dolittle's Return (1933)
10. Doctor Dolittle and the Secret Lake (1948)
11. Doctor Dolittle and the Green Canary (1950)
12. Doctor Dolittle's Puddleby Adventures (1952)

In 1936 verscheen ook het boek Doctor Dolittle's Birthday Book, dat meer was bedoeld als merchandisingproduct.

## Bewerkingen
De verhalen over Dr. Dolittle zijn meerdere malen bewerkt voor film, televisie en toneel:
- De eerste verfilming was Doktor Dolittle und seine Tiere, een korte animatiefilm uit 1928 gemaakt door Lotte Reiniger.
- Van 1933 tot 1934 zond NBC een radioserie gebaseerd op de boeken uit.
- Doctor Dolittle: een musicalfilm uit 1967 met Rex Harrison.
- Doctor Dolittle: een cartoonserie van DePatie-Freleng Enterprises, die liep van 1970 tot 1972.
- In de jaren 70 werden meerdere toneelstukken van Dr. Dolittle gemaakt, waaronder door Olga Fricker, en het Philadelphia Boys Choir & Chorale.
- The Voyages of Dr. Dolittle, een animatieserie uit 1984.
- Van 1995 tot 2001 bracht BBC luisterboeken van de verhalen uit, ingesproken door Alan Bennett.
- In 1998 verscheen een musical gebaseerd op de film uit 1967.
- Dr. Dolittle: een moderne verfilming van het verhaal uit 1998, met Eddie Murphy als Dr. Dolittle. De film kreeg in totaal vier vervolgen in 2001, 2006, 2008, en 2009.
- Dolittle, een fantasy-avonturenfilm uit 2020, met Robert Downey jr. als Dr. Dolittle.

## In popcultuur
- Dr. Dolittle wordt genoemd in het lied "Naked In The Rain" van de Red Hot Chili Peppers.
- Clancy Wiggum gebruikt de naam Dr. Dolittle als schuilnaam in de aflevering “Homer's Barbershop Quartet” van The Simpsons.